# Word Iz Life
Word Iz Life – ósmy singel amerykańskiej grupy hip-hopowej Poor Righteous Teachers wydany 29 października 1996 nakładem wytwórni Profile Records. Wydawnictwo zostało wyprodukowane przez Ezo Brown ("Word Iz Life") oraz DJ Clark Kenta ("Dreadful Day") i zadebiutowało na 50. miejscu notowania Hot Rap Tracks. Utwory z singla znalazły się na czwartym albumie grupy zatytułowanym The New World Order.

## Lista utworów
Strona A
1. Word Iz Life (Clean Version) - 4:18
2. Word Iz Life (Street Version) - 4:30
3. Word Iz Life (Instrumental) - 4:30

Strona B
1. Dreadful Day (Clean Version) (gośc. Junior Reid) - 3:47
2. Dreadful Day (Crush Sounds Yard Mix) (Clean Version) (gośc. Junior Reid) - 3:35
3. Dreadful Day (Instrumental) - 3:47
4. Word Iz Life (Clean Acappella) - 4:08

## Użyte sample
Word Iz Life
- "Jimbrowski" w wykonaniu Jungle Brothers.
- "Don't Stop Loving Me Now" w wykonaniu LTD.
- "Word From the Wise" w wykonaniu Poor Righteous Teachers.

Dreadful Day
- "The House of the Rising Sun" w wykonaniu The Animals.

## Notowania
| Rok  | Utwór          | Notowanie      |
| Rok  | Utwór          | Hot Rap Tracks |
| ---- | -------------- | -------------- |
| 1996 | "Word Iz Life" | 50             |